# 2. armádní sbor (rakousko-uherská armáda)
2. armádní sbor byl na přelomu 19. a 20. století vyšší jednotkou rakousko-uherské armády s působností pro Dolní Rakousy a jižní Moravu. Velitelství sboru sídlilo ve Vídni. Za první světové války sbor bojoval na východní frontě a v Itálii. 

## Historie

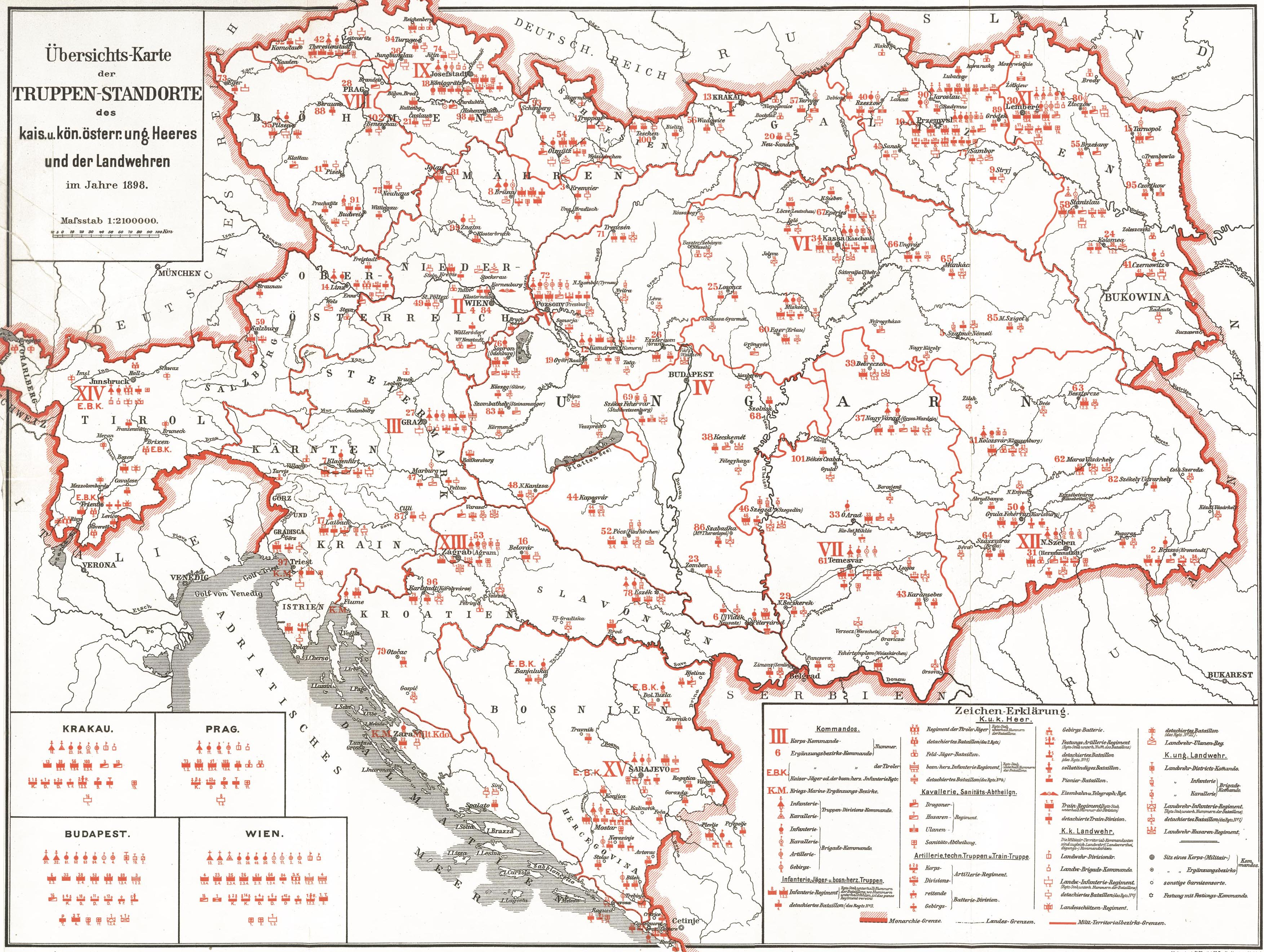
Územní rozdělení působnosti rakousko-uherských armádních sborů v roce 1898

2. armádní sbor (2. Korpskommando) vznikl v roce 1883 reorganizací rakousko-uherské armády rozdělením dosavadních zemských velitelství pro jednotlivé korunní země. Do působnosti 2. armádního sboru spadaly Dolní Rakousy a jižní Morava, velitelství sídlilo v nově postavené budově Korpskommandogebäude ve čtvrti Innere Stadt v ulici Universitätsstraße (budova je dnes majetkem Vídeňské univerzity). Doplňovacími okresy byly Brno, Jihlava, Kroměříž, Sankt Pölten, Znojmo a dva okrsky ve Vídni (Vídeň A a Vídeň B). K 1. armádnímu sboru patřila 4. pěší divize v Brně rozdělená do 7. brigády ve Znojmě a 8. brigády v Brně. Další pěchotní jednotkou byla 25. divize ve Vídni rozdělená do 49. a 50. pěší brigády ve Vídni. Ve Vídni dále sídlily 97. a 98. pěchotní brigáda jako součást 49. pěší divize. Jezdectvo tvořily 10. a 18. jezdecká brigáda začleněné do 3. jezdecké divize ve Vídni. Do Vídně byly umístěny také 1. pevnostní dělostřelecká brigáda a 2. polní dělostřelecká brigáda.
Za první světové války byl 2. armádní sbor začleněn do IV. armády generála Moritze Auffenberga s určením pro boje na východní frontě.  Po počátečních úspěších došlo ke značným ztrátám na životech během obrany Lvova, v krátké době bylo dvakrát vyměněno velení sboru a v roce 1916 jeho jednotky čelily Brusilovově ofenzívě. V roce 1917 byl sbor přeložen do Itálie, kde se zúčastnil vítězné bitvy u Caporetta. Na italské frontě setrvaly jednotky 2. armádního sboru až do roku 1918. I po odvelení většiny sboru na východní frontu v roce 1914 zůstala část posádky umístěná ve Vídni, jejím velitelem byl generál Franz von Wikullil.

## Velitelé 2. armádního sboru
- 1883–1888 polní zbrojmistr Ferdinand baron von Bauer
- 1888–1889 polní zbrojmistr Gustav baron von König
- 1889–1894 polní zbrojmistr Anton baron von Schönfeld
- 1894–1905 generál jezdectva Alexander hrabě Uexküll-Gyllenband
- 1905–1908 polní zbrojmistr Ferdinand Fiedler
- 1908–1912 generál pěchoty Mansuet Versbach von Hadamar
- 1912–1914 generál pěchoty Alfred von Ziegler
- 1914 generál pěchoty Blasius von Schemua
- 1914–1915 generál pěchoty Johann baron Kirchbach
- 1915–1917 generál pěchoty Julius Kaiser
- 1917–1918 generál pěchoty Rudolf Krauss